# Lichtje branden
Lichtje branden is een liedje van Suzan & Freek dat verscheen op het album Dromen in kleur uit 2021.

## Achtergrond
In mei 2025 kreeg het nummer grote bekendheid nadat bij Freek Rikkerink een ongeneselijke, uitgezaaide longkanker werd vastgesteld en het nummer massaal door radiozenders werd gedraaid als steunbetuiging. Na deze actie kwam het nummer op 31 mei 2025 binnen op de twaalfde plek van de Nederlandse Single Top 100 en behaalde het de 27e plek in de Tipparade van de Nederlandse Top 40.
Op 30 mei 2025 werd "Lichtje branden" gekozen als Alarmschijf door het Nederlands radiostation Qmusic. Ook werd het lied dezelfde dag gekozen als NPO Radio 2 TopSong. Op 7 juni 2025 kwam het nummer binnen op de tweede plaats in de Nederlandse Top 40.

## Hitnoteringen

### Nederlandse Top 40
| Hitnotering: 07-06-2025 t/m 19-07-2025 | Hitnotering: 07-06-2025 t/m 19-07-2025 | Hitnotering: 07-06-2025 t/m 19-07-2025 | Hitnotering: 07-06-2025 t/m 19-07-2025 | Hitnotering: 07-06-2025 t/m 19-07-2025 | Hitnotering: 07-06-2025 t/m 19-07-2025 | Hitnotering: 07-06-2025 t/m 19-07-2025 | Hitnotering: 07-06-2025 t/m 19-07-2025 | Hitnotering: 07-06-2025 t/m 19-07-2025 |
| Week:                                  | 1                                      | 2                                      | 3                                      | 4                                      | 5                                      | 6                                      | 7                                      |                                        |
| -------------------------------------- | -------------------------------------- | -------------------------------------- | -------------------------------------- | -------------------------------------- | -------------------------------------- | -------------------------------------- | -------------------------------------- | -------------------------------------- |
| Positie:                               | 2                                      | 5                                      | 11                                     | 24                                     | 27                                     | 30                                     | 39                                     | uit                                    |

### NederlandseSingle Top 100
| Hitnotering: 31-05-2025 t/m 09-08-2025 | Hitnotering: 31-05-2025 t/m 09-08-2025 | Hitnotering: 31-05-2025 t/m 09-08-2025 | Hitnotering: 31-05-2025 t/m 09-08-2025 | Hitnotering: 31-05-2025 t/m 09-08-2025 | Hitnotering: 31-05-2025 t/m 09-08-2025 | Hitnotering: 31-05-2025 t/m 09-08-2025 | Hitnotering: 31-05-2025 t/m 09-08-2025 | Hitnotering: 31-05-2025 t/m 09-08-2025 | Hitnotering: 31-05-2025 t/m 09-08-2025 | Hitnotering: 31-05-2025 t/m 09-08-2025 | Hitnotering: 31-05-2025 t/m 09-08-2025 | Hitnotering: 31-05-2025 t/m 09-08-2025 |
| Week:                                  | 1                                      | 2                                      | 3                                      | 4                                      | 5                                      | 6                                      | 7                                      | 8                                      | 9                                      | 10                                     | 11                                     |                                        |
| -------------------------------------- | -------------------------------------- | -------------------------------------- | -------------------------------------- | -------------------------------------- | -------------------------------------- | -------------------------------------- | -------------------------------------- | -------------------------------------- | -------------------------------------- | -------------------------------------- | -------------------------------------- | -------------------------------------- |
| Positie:                               | 12                                     | 6                                      | 10                                     | 24                                     | 33                                     | 26                                     | 32                                     | 39                                     | 48                                     | 66                                     | 83                                     | uit                                    |